# Pablo Wilches
Pablo Emilio Wilches Tumbia (Pasca, 13 de julio de 1955) es un ciclista de ruta colombiano. Es el mayor de una familia de cuatro ciclistas profesionales; dos de sus hijos también son corredores profesionales.
Luego de la demostración de poderío de Pacho Rodríguez en la Dauphiné Libéré de 1984, este fue pretendido por el equipo ciclista Splendor para convertirse en profesional. Rodríguez aceptó con la condición de llevar a un compatriota con él, a Pablo Wilches. Con el equipo belga Splendor, participó en su primer Tour de Francia en 1984, terminando entre los diez primeros en dos etapas, con un tercer puesto en Crans-Montana
Al año siguiente, 1985, retornó a Colombia para integrar el primer equipo profesional de su país, el Café de Colombia. En este equipo alcanza la 5.º posición en la Dauphiné Libéré.
En 1987, regresa al Tour de Francia, como líder del equipo colombiano Postobón. Después de tomar más de 4 minutos a los favoritos en la 11.º etapa, se clasifica 3.º y posteriormente 4.º en los pirineos. En la 14.º se ubica en la 6.º de la clasificación general. De allí en adelante se mantiene entre la 6.º y 9.º posición antes de abandonar la carrera durante 20.º etapa. Ese mismo año, Wilches triunfa en la Vuelta a Colombia y la Clásica de Boyacá.
Después de lograr cuatro podios de la clasificación general final de la Vuelta a Colombia y el Clásico RCN, logra nuevamente el triunfo en la Vuelta a Colombia de 1991, victoria de la cual fue posteriormente despojado por dar positivo en el control antidopaje.
Hasta los 50 años siguió compitiendo en carreras de ciclismo, ganando la Vuelta a Colombia en la categoría Sénior Máster.
Actualmente es director deportivo de algún equipo durante los recorridos de la Vuelta a Colombia.

## Equipos
- Aficionados:[2]
  - 1983 :  Ahorros Banco de Colombia[10]
  - 1984 :  Leche La Gran Vía[11]
- Profesionales:[2]
  - 1984 :  Splendor - Mondial Moquettes - Marc
  - 1985 :  Pilas Varta - Café de Colombia - Mavic
  - 1986 :  Manzana Postobón - RCN
  - 1987 :  Manzana Postobón
  - 1988 :  Manzana Postobón
  - 1989 :  Manzana Postobón
  - 1990 :  Pony Malta - Avianca
  - 1991 :  Pony Malta - Avianca
  - 1992 :  Gaseosas Glacial
  - 1993 :  Gaseosas Glacial
  - 1994 :  Jaisa - Banco popular - Philips

## Palmarés
- Vuelta a Colombia
  - Ganador de la clasificación general en 1987.
  - 1 subidas al podio (3.º en 1988).[12]
  - 7 victorias de etapa en 1982, 1986, 1987, 1988, 1990 y 1991[13]
- Clásico RCN
  - 3 subidas al podio (2.º en 1987, 3.º en 1988 y en 1990).[14]
  - 7 victorias de etapa en 1987, 1988,[15] 1990 y 1991[16]
- Vuelta a Antioquia
  - Ganador de la clasificación general en 1988.
- Vuelta a Boyacá
  - Ganador de la clasificación general en 1987.[17]
  - 2.º de la clasificación general en 1988.
- Vuelta a Cundinamarca
  - 3.º de la clasificación general en 1991.
- Vuelta a Guadalupe
  - Ganador de la clasificación general en 1982[18]
- Coors Classic
  - 1 victoria de etapa en 1988.[19]

## Resultados en lasgrandes vueltas
| Carrera         | 1984 | 1985 | 1986 | 1987 | 1988 | 1989 | 1990 | 1991 |
| Tour de Francia | Ab   | Ab.  | -    | Ab.  | -    | -    | -    | -    |
| Giro de Italia  | -    | -    | -    | -    | -    | -    | -    | Ab.  |
| Vuelta a España | -    | 39°  | 29°  | 24°  | -    | 33°  | 24°  | -    |

-: no participa 

## Resultados en campeonatos

### Campeonato Mundial de Ciclismo en Ruta
1 participación.
- 1984: abandono.